# Amelia Earhart: The Final Flight

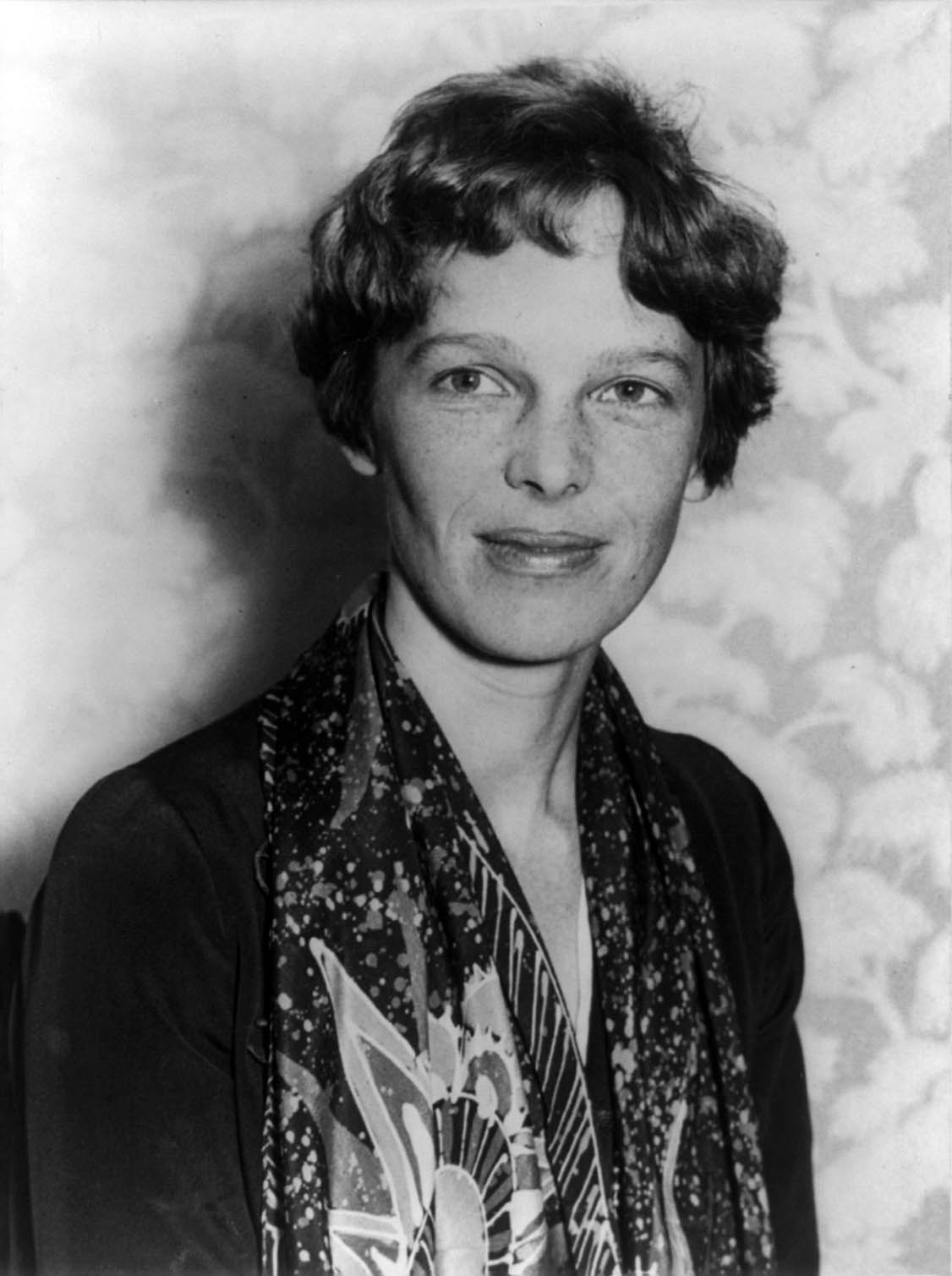
Amelia Earhart

Amelia Earhart: The Final Flight is een Amerikaanse biografische film uit 1994 van regisseur Yves Simoneau.

## Verhaal
Het is 1937. Amelia Earhart wordt door haar publiciteitszoekende man gedwongen een moeilijke vlucht rond de wereld te maken, samen met de alcoholistische navigator Fred Noonan. Ergens boven de Grote Oceaan verdwijnt het vliegtuig spoorloos.

## Rolbezetting
| Acteur              | Personage               |
| ------------------- | ----------------------- |
| Diane Keaton        | Amelia Earhart          |
| Rutger Hauer        | Fred Noonan             |
| Bruce Dern          | George Putnam           |
| Paul Guilfoyle      | Paul Mantz              |
| David Carpenter     | Harry Manning           |
| Denis Arndt         | Joseph Laughlin         |
| Diana Bellamy       | Mevr. Atkinson          |
| Don Bloomfield      | Sid Smith               |
| Warren Munson       | President Elliot        |
| Marilyn Rockafellow | President Elliots vrouw |